# Bihoreau violacé
Nyctanassa violacea
Espèce
Synonymes
- Ardea violacea Linné, 1758 (désuet)
- Nycticorax violaceus (Linné, 1758) (désuet)

Répartition géographique
- zone de nidification
- résident permanent
- non nicheur

Statut de conservation UICN

 LC  : Préoccupation mineure
Le Bihoreau violacé (Nyctanassa violacea) ou bihoreau à calotte jaune, est une espèce d'oiseaux échassiers de la famille des Ardeidae. C'est désormais la seule espèce représentante du genre Nyctanassa.

## Description

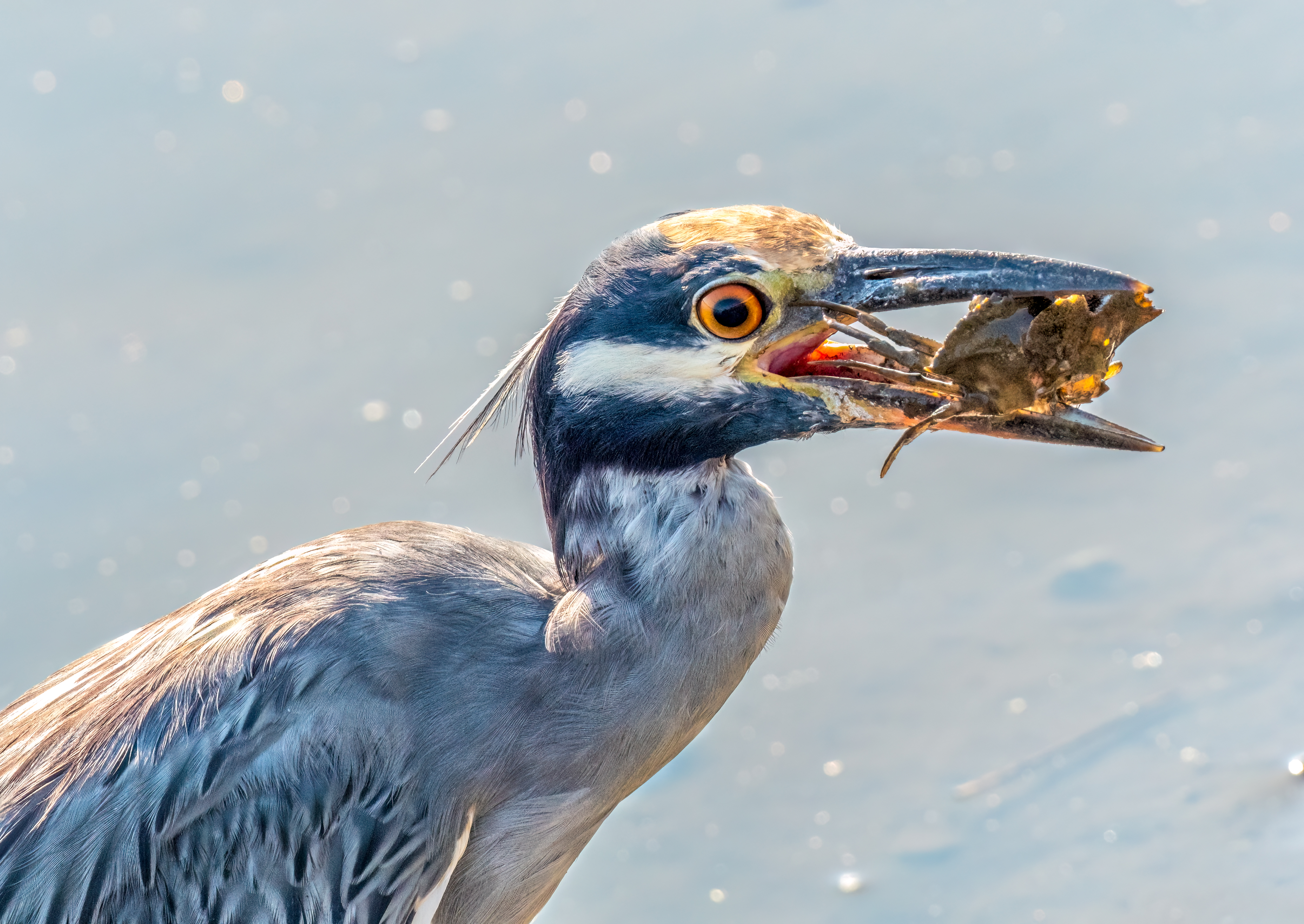
Un bihoreau violacé chassant un crabe.

Cet oiseau mesure environ 61 cm de longueur. Il se distingue du bihoreau gris notamment par son bec plus fort et ses pattes plus longues très visibles en vol. L'adulte présente un plumage essentiellement gris marqué de noir avec la tête portant des bandes blanches et noires et ornée de fines aigrettes. Les pattes sont jaunes. L'immature est brun ponctué de blanc.

## Habitat
Cet oiseau peuple les rivières, les mangroves et les littoraux.

## Comportement
Cet oiseau est surtout nocturne.

## Sous-espèces

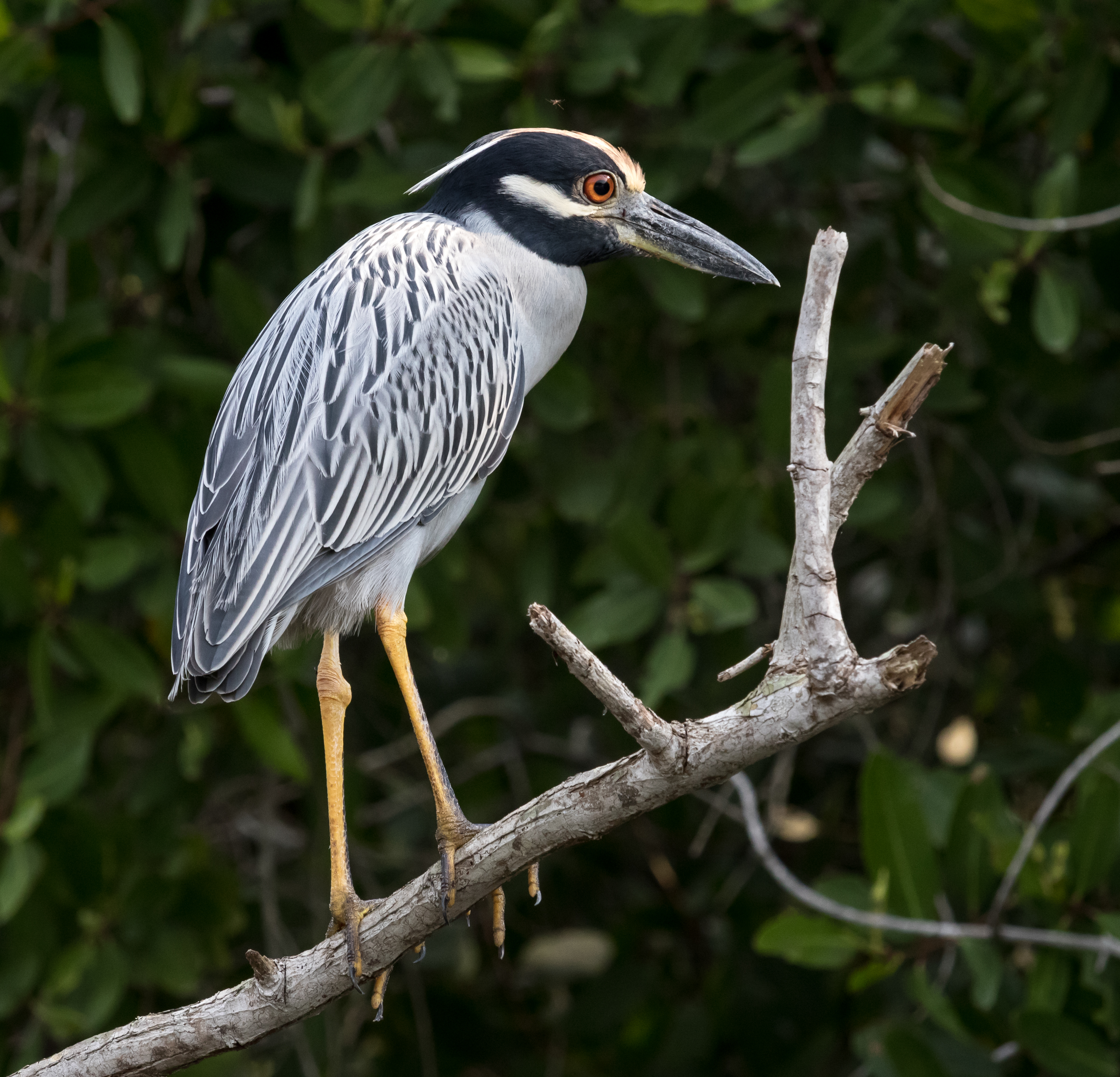
Un bihoreau violacé dans La Manzanilla à Jalisco (Mexique).

Selon la classification de référence du Congrès ornithologique international (15.1, 2025) il se répartit en cinq sous-espèces (ordre philogénique) :
- N. v. violacea (Linnaeus, 1758) — de la moitié est des États-Unis à l'est du Mexique et du Costa Rica ;
- N. v. bancrofti Huey, 1927 — de l'ouest du Mexique à l'ouest du Nicaragua, île Socorro et Caraïbes ;
- N. v. caliginis Wetmore, 1946 — du Panama à l'ouest de la Colombie au Pérou ;
- N. v. cayennensis (Gmelin, JF, 1789) — du Panama au nord-est de la Colombie au sud-est du Brésil ;
- N. v. pauper (Sclater & Salvin, 1870) — îles Galápagos.